# Combats de les Pedres d'Auló
Els combats de les Pedres o Roques d'Auló (castellanitzat com a Piedras o Peñas de Aolo) van ser un seguit de lluites entre les tropes republicanes i els exèrcits franquistes, des del 22 al 31 de maig de 1938, en el marc de la contraofensiva republicana que es va estendre al llarg de 130 km del Front del Pallars després de la derrota contra l'Ofensiva d'Aragó franquista.
Concretament, des del Massís de l'Orrí, es va intentar tallar la carretera en direcció a Aran, controlada pels franquistes. Com a situació estratègica entre penya-segats, en les Pedres d'Auló van combatre la 19 Brigada Mixta de l'Exèrcit Republicà, amb el suport d'alguns efectius del Cos de Carrabiners i del Batalló Muntanya Basc - Català contra la 1a Bandera de la FET de Burgos, en posició defensiva.
L'atac republicà va aconseguir conquerir diferents posicions, entre elles la cota 1776, anomenada "la Cassoleta", tot i que l'exèrcit franquista va organitzar una contraofensiva l'endemà, el 23 de maig. Cap al 31 de maig van quedar establertes les noves línies de front, amb molt poques variacions de com estaven amb anterioritat.
Els combats van ser tan cruents que el comandant Rafael Montero Bosch, durant la contraofensiva al tornar a prendre la posició i la defensa posterior contra els republicans, va ser condecorat amb la màxima condecoració militar espanyola, la Reial i Militar Orde de Sant Ferran.

## Memorial democràtic
Actualment, existeix una ruta marcada de la Xarxa d'Espais de Memòria, en direcció a la Cassoleta, on es poden trobar nius de metralladores i parapets reconstruïts, alhora que també cràters de morters i trinxeres senyalitzats.